# Tomás Massotti
Tomás Ignacio Massotti (Buenos Aires, Argentina, 22 de octubre de 1992), futbolista argentino. Juega de mediocampista y esta a préstamo en San Luis de Quillota de la Primera B de Chile. Su club de origen es Racing donde se inició en inferiores, luego pasó a Platense donde jugó en las reservas por 4 temporadas. Luego All Boys le compra el pase donde también juega en las reservas a fines de 2012 rescinde su contrato. Dario Bombini su nuevo representante lo envía a probar suerte al O'Higgins de Chile, finalmente quedó en el elenco de Rancagua fue enviado a préstamo por todo el primer semestre en otro equipo chileno, en el Lota Schwager de la Primera B de Chile.

## Clubes
| Club          | País      | Año           |
| ------------- | --------- | ------------- |
| Racing Club   | Argentina | 2006          |
| Platense      | Argentina | 2007-2010     |
| All Boys      | Argentina | 2011-2012     |
| Lota Schwager | Chile     | 2013-presente |